# Platypalpus vegrandis
Platypalpus vegrandis är en tvåvingeart som beskrevs av Frey 1943. Platypalpus vegrandis ingår i släktet Platypalpus och familjen puckeldansflugor. Inga underarter finns listade i Catalogue of Life.